# Second Helping
Second Helping är det amerikanska rockbandet Lynyrd Skynyrds andra studioalbum, utgivet 1974. I albumet finns låten Sweet Home Alabama, deras antagligen största hit.

## Låtlista
Sida 1
1. "Sweet Home Alabama" - 4:44
2. "I Need You" - 6:53
3. "Don't Ask Me No Questions" - 3:31
4. "Workin' for MCA" - 4:43

Sida 2
1. "The Ballad Of Curtis Loew" - 4:54
2. "Swamp Music" - 3:35
3. "The Needle And The Spoon" - 3:56
4. "Call Me The Breeze" - 5:11